# Spaans kenteken

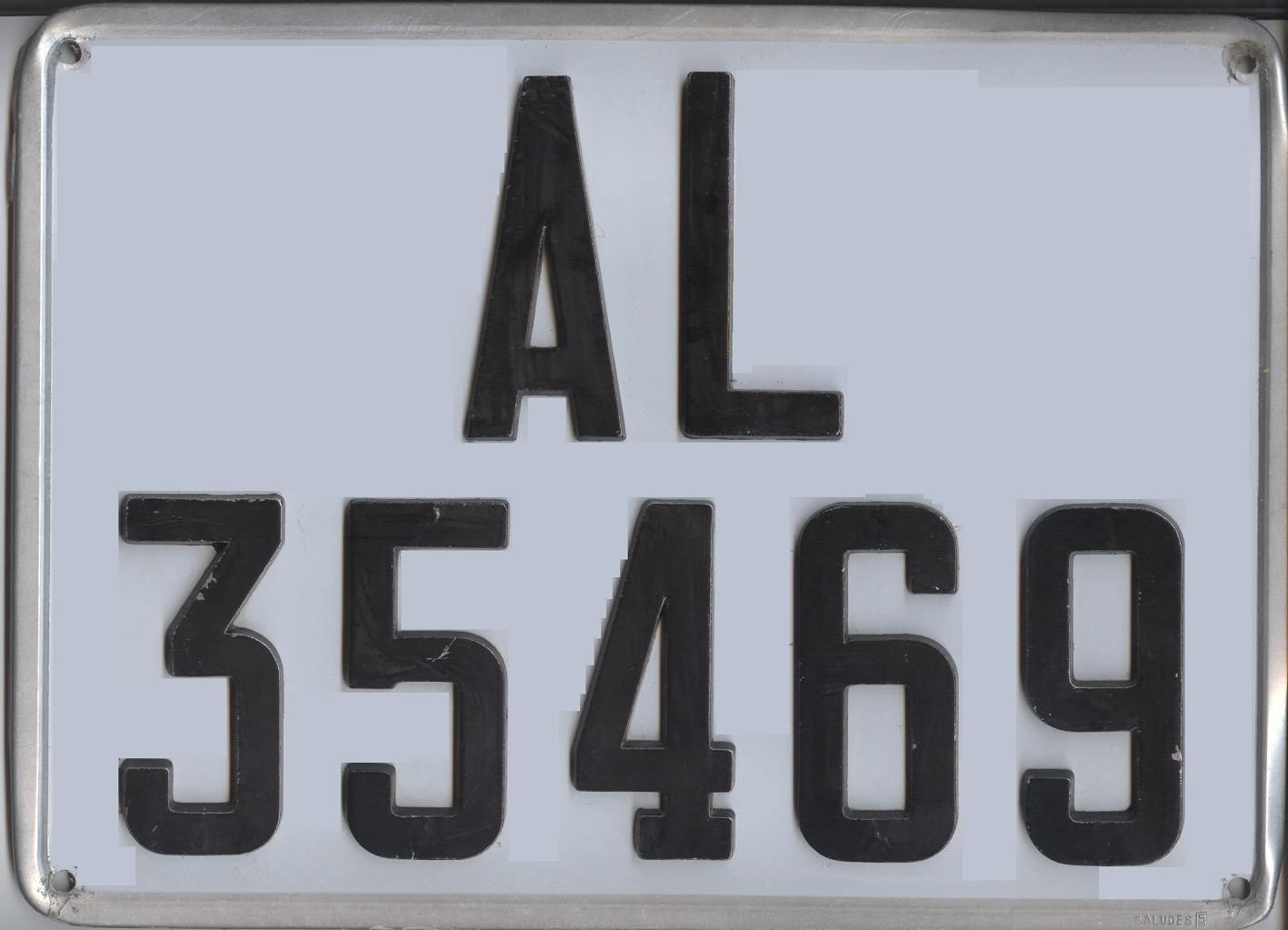
Provinciecode (Almería) en volgnummer

De Spaanse kentekens voor motorvoertuigen bestaan sinds 1910.
Aanvankelijk bestonden de kentekens uit een provinciecode gevolgd door een volgnummer van maximaal 6 cijfers. De provinciecodes zijn te vinden op Provincies van Spanje. Deze kentekens zijn zeldzaam geworden.
Er zijn provincies met twee provinciecodes. Deze zijn ontstaan doordat aan de streektaal de voorkeur werd gegeven boven het Castiliaans. De oudere kentekenplaten hebben de Castiliaanse provinciecode, maar de code kan zonder bezwaar veranderd worden als er nieuwe kentekenplaten worden aangeschaft met hetzelfde kenteken.
| Castilaans             | Catalaans           | Galicisch    |
| ---------------------- | ------------------- | ------------ |
| Gerona (GE)            | Girona (GI)         |              |
| Palma de Mallorca (PM) | Islas Baleares (IB) |              |
| Orense (OR)            |                     | Ourense (OU) |

Regeringsvoertuigen hebben eigen kentekens met andere letters in plaats van de provinciecode, bijvoorbeeld PGC voor de Guardia Civil.

## 1975
Omstreeks 1975, nog voordat er in de grootste provincie (Madrid) het miljoenste kenteken was uitgegeven, werd overgegaan op een systeem met een provinciecode, vier cijfers (met voorloopnullen) en een, later twee, letters.
Opvallend is dat de volgorde van letters en cijfers niet van belang is. Wordt er een kentekenplaat van twee regels gebruikt, dan zet men de letters op de bovenste en de cijfers op de onderste regel. Dit is dus officieel hetzelfde kenteken.

## 2000

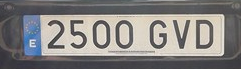
Sinds 2000 bestaat een kenteken uit vier cijfers en drie letters. Klinkers worden vermeden, in de hoop dat er geen woorden worden gevormd met een dubieuze betekenis.

In 2000 werd het provinciale systeem afgeschaft. Sindsdien heeft een kenteken vier cijfers en drie letters en is niet meer te zien in welke provincie een voertuig geregistreerd is. De klinkers A, E, I, O, U worden niet gebruikt.

## SP
Op commerciële auto's (zoals taxi's en vrachtauto's) ziet men voor en achter een bordje met de letters 'SP'. Door niet-ingewijden wordt vaak gedacht dat dit een officieuze landcode is, omdat het officiële 'E' (van España) niet altijd begrepen wordt. In werkelijkheid is het een afkorting van Servicio Público.

## Speciale platen
| Type                                                          | Kentekenplaat |
| ------------------------------------------------------------- | ------------- |
| Consulaat                                                     |               |
| Corps diplomatique                                            |               |
| Administratief/technisch personeel bij ambassade              |               |
| Nationale Politie                                             |               |
| Guardia Civil                                                 |               |
| Aanhangwagen                                                  |               |
| Tijdelijke plaat                                              |               |
| Sedert 2018 hebben taxi's aan de achterkant een blauwe plaat. |               |
| Garageplaat                                                   |               |
| Langzame voertuigen                                           |               |
| Internationale organisaties                                   |               |